# 28 septembrie
ianuarie • februarie • martie  • aprilie  • mai  • iunie  • iulie  • august  • septembrie  • octombrie  • noiembrie  • decembrie
28 septembrie este a 271-a zi a calendarului gregorian și a 272-a zi în anii bisecți. Mai sunt 94 de zile până la sfârșitul anului.

## Evenimente

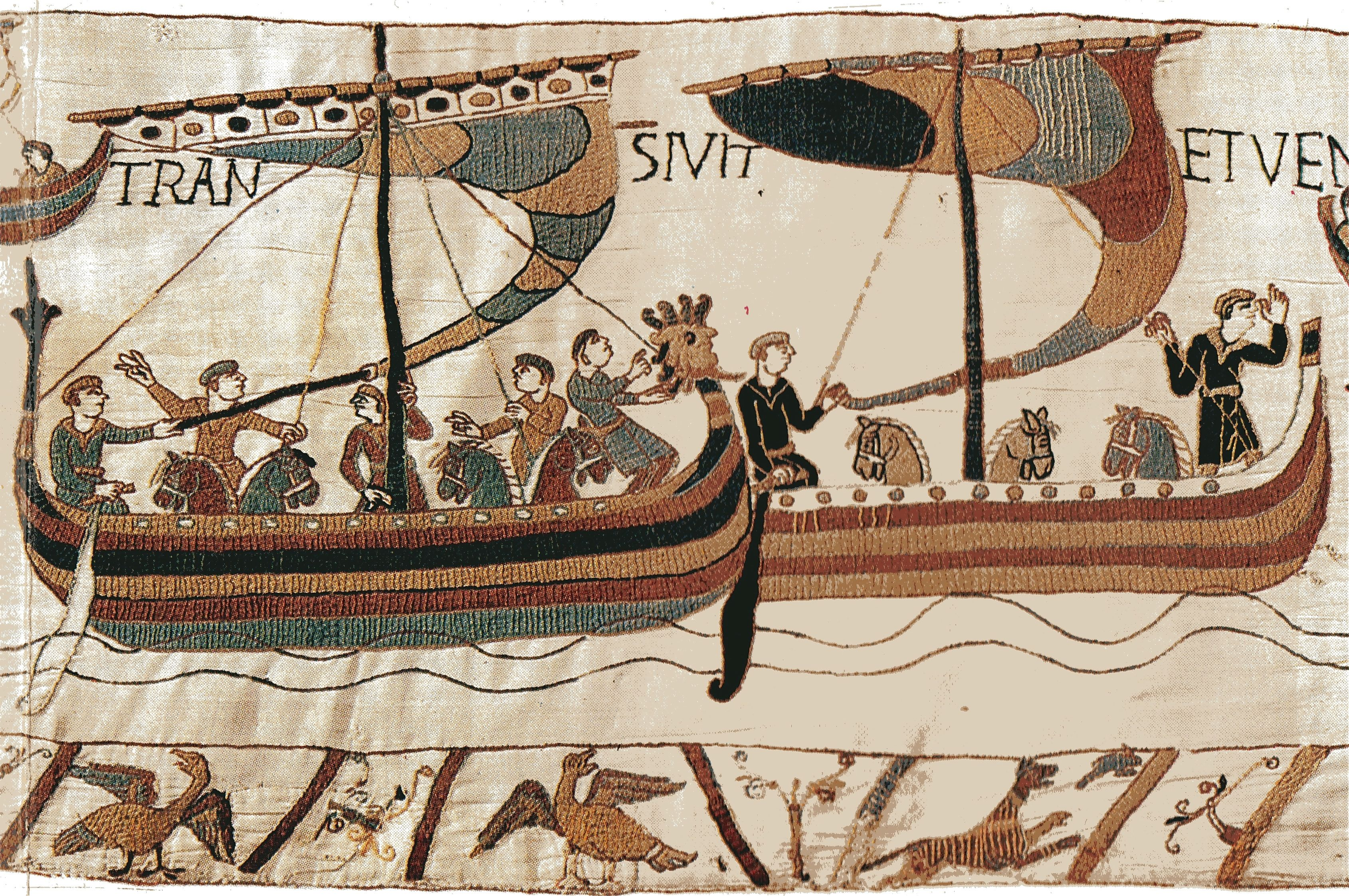
1066: Wilhelm Bastardul (care va deveni Wilhelm Cuceritorul) a debarcat cu o flotă de 600 de vase pe insula Marea Britanie în zona orașului Pevensey, declanșând cucerirea normandă a Angliei.

- 480 î.Hr.: Victoria flotei grecești, condusă de Temistocle, asupra perșilor, la Salamina.
- 48 î.Hr.: Generalul și consulul roman Pompei cel Mare este asasinat în Egipt din ordinul regelui Ptolemeu al XIII-lea al Egiptului.[1]
- 1066: Wilhelm Cuceritorul a debarcat cu o flotă de 600 de vase în Anglia, declanșând Cucerirea normandă.
- 1213: Regina Gertrud de Andechs este asasinată de nobilime la o partidă de vânătoare, în împrejurarea absenței regelui Andrei al II-lea al Ungariei.
- 1448: Christian I este încoronat rege al Danemarcei.
- 1823: Leon XII este ales Papă.
- 1844: Oscar I al Suediei-Norvegiei este încoronat rege al Suediei.
- 1858: Astronomul american William Cranch Bond reușește să facă a doua imagine fotografică a cometei Donati. Cu o seară înainte, fotograful britanic William Usherwood făcuse prima fotografie a cometei.
- 1867: Toronto devine capitala Ontario.
- 1871: Senatul brazilian adoptă Lei do Ventre Livre ca prim pas către abolirea sclaviei. Din acest moment copiii sclavelor se nasc liberi.
- 1884: Se inaugurează tronsonul de cale ferată Adjud-Târgu Ocna.
- 1885: Ca un pas suplimentar către abolirea sclaviei, Brazilia adoptă Lei dos Sexagenários (Legea celor șaizeci de ani), potrivit căreia toți sclavii cu vârsta peste 60 de ani sunt eliberați.
- 1928: Biologul și farmacologul scoțian Alexander Fleming a observat în laboratorul său cum contaminarea cu mucegaiuri Penicillium rubens a unei culturi bacteriene (Staphylococcus aureus) părea să omoare bacteriile.[2] Cercetările sale ulterioare conduc la dezvoltarea agentului antibacterian penicilină.
- 1939: Al Doilea Război Mondial: Capitala poloneză Varșovia se predă după un asediu de trei săptămâni de către Wehrmachtul german. Germanii vor ocupa Varșovia până în 1945.
- 1939: Reich-ului german și Uniunea Sovietică semnează un Tratat de prietenie, privind acordul de frontieră germano-sovietic de neagresiune.
- 1961: În urma loviturii militare de la Damasc, Siria părăsește Republica Arabă Unită - uniunea dintre Egipt și Siria.
- 1978: Papa Ioan Paul I a murit la doar o lună după ce fusese ales papă din cauza unui infarct miocardic.
- 2000: În Danemarca, un procent de 53,2% din populația care a votat, refuză aderarea la euro.

## Nașteri

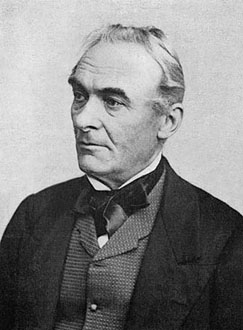
Prosper Mérimée, scriitor francez
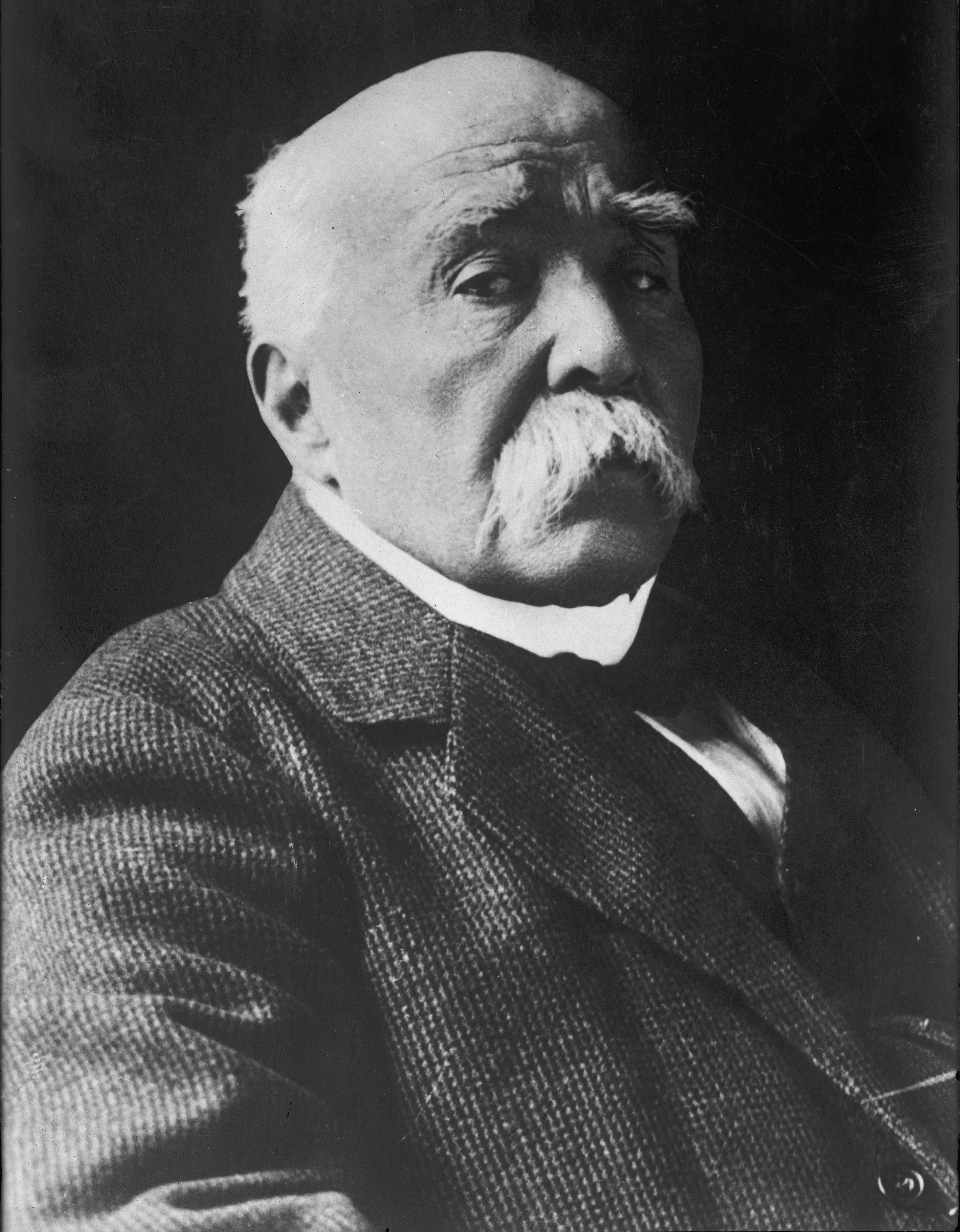
Georges Clemenceau, prim-ministru al Franței
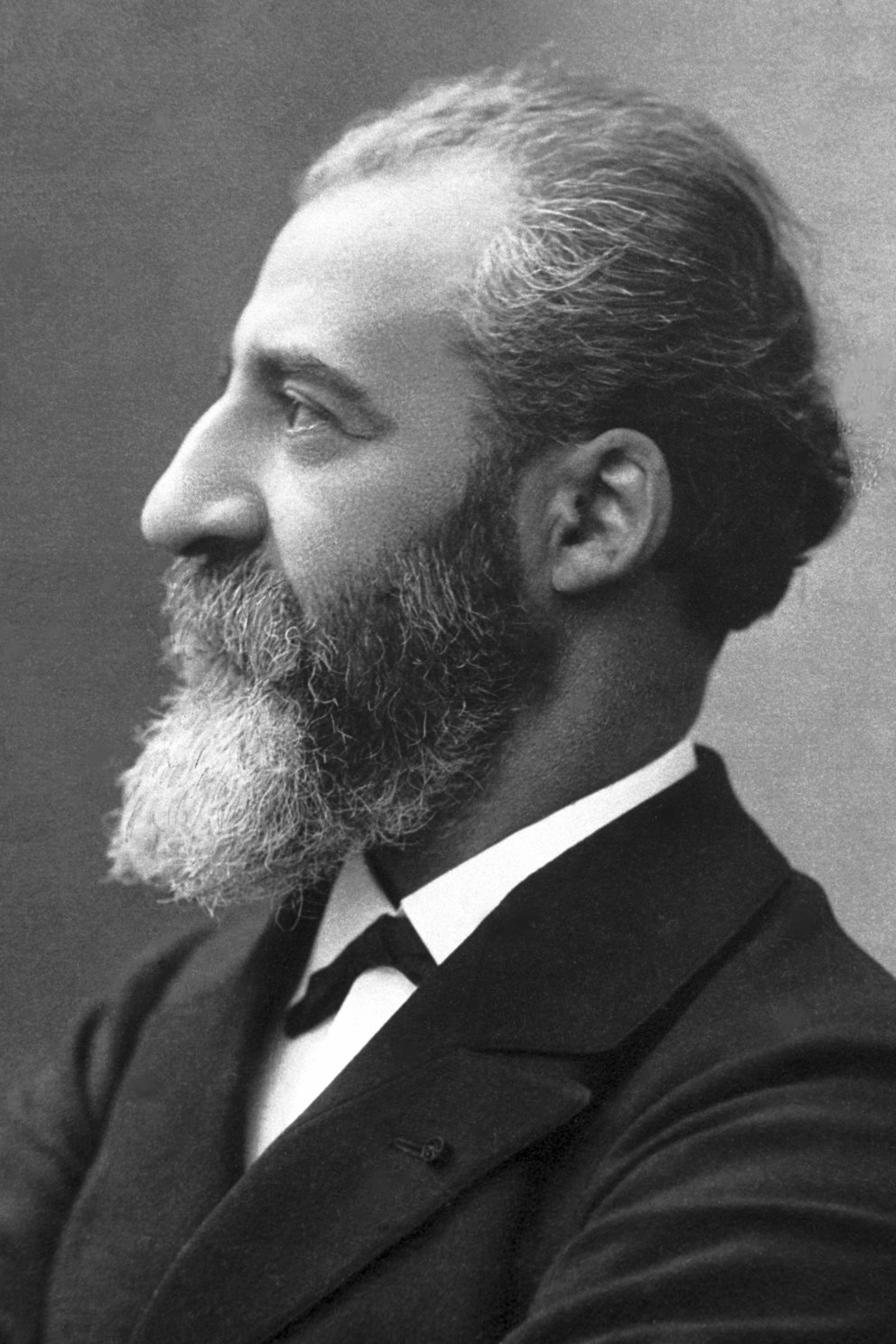
Henri Moissan, chimist francez, laureat Nobel

- 1699: Alexis Peyrotte, pictor francez (d. 1769)
- 1746: William Jones, orientalist și jurist englez (d. 1794)
- 1765: Frederic Christian al II-lea, Duce de Schleswig-Holstein-Sonderburg-Augustenburg (d. 1814)
- 1789: Louise Caroline de Hesse-Cassel, ducesă de Schleswig-Holstein-Sonderburg-Glücksburg (d. 1867)
- 1803: Prosper Mérimée, scriitor francez (d. 1870)
- 1828: Antoinette de Mérode, Prințesă de Monaco (d. 1864)
- 1831: Maximilian Anton Lamoral, Prinț de Thurn și Taxis (d. 1867)
- 1841: Georges Clemenceau, politician francez, prim-ministru al Franței (d. 1929)
- 1852: Henri Moissan, chimist francez, laureat Nobel (d. 1907)
- 1861: Aristide Caradja, entomolog român (d. 1955)
- 1863: Regele Carlos I al Portugaliei (d. 1908)
- 1865: Amélie de Orléans, soția regelui Carlos I al Portugaliei (d. 1951)
- 1882: Vasile Pârvan, istoric, eseist și arheolog român (d. 1927)
- 1901: Ed Sullivan, om de televiziune american (d. 1974)

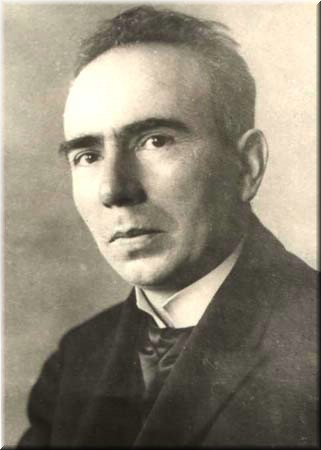
Vasile Pârvan, istoric, eseist și arheolog român
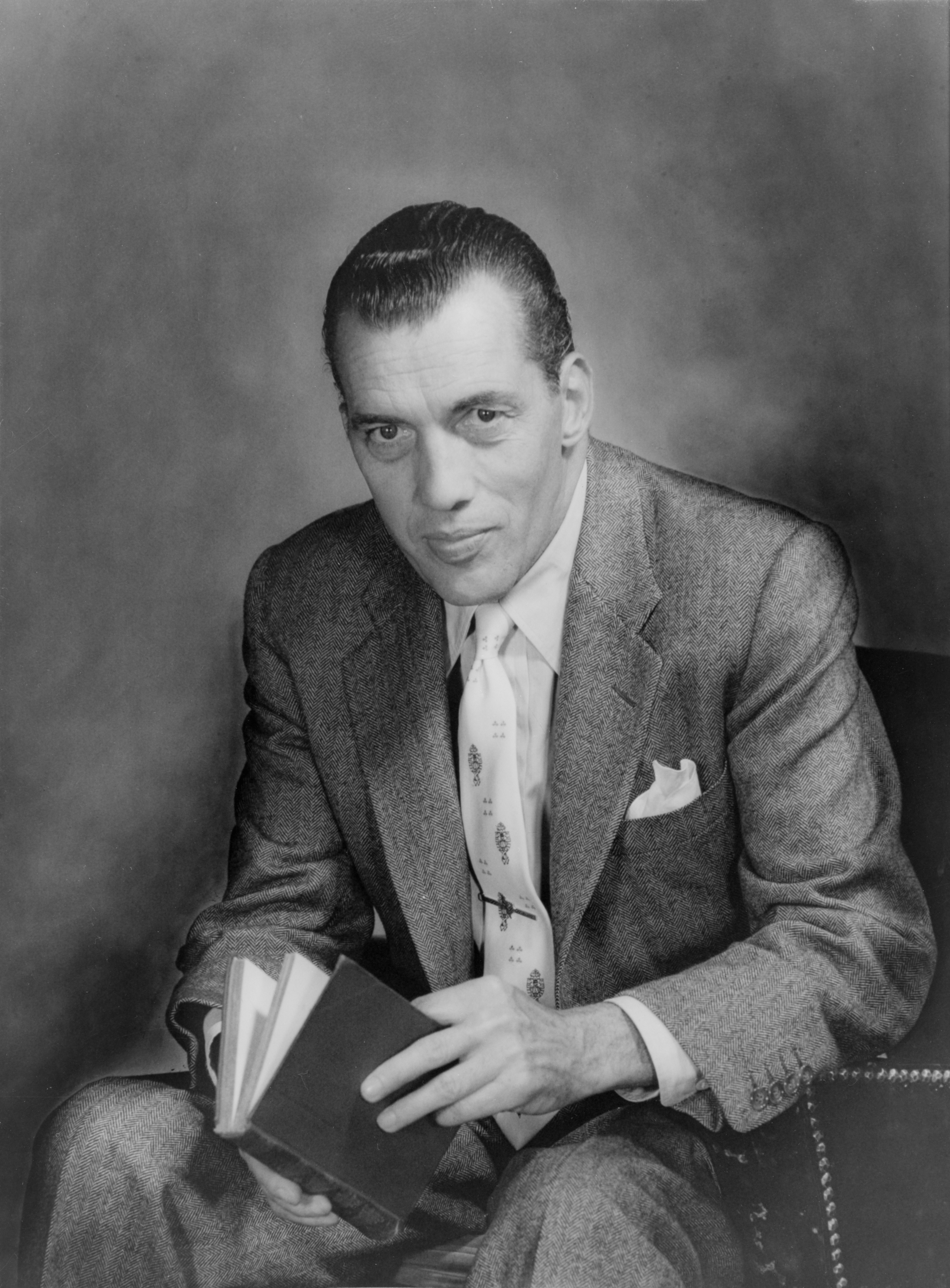
Ed Sullivan, om de televiziune american
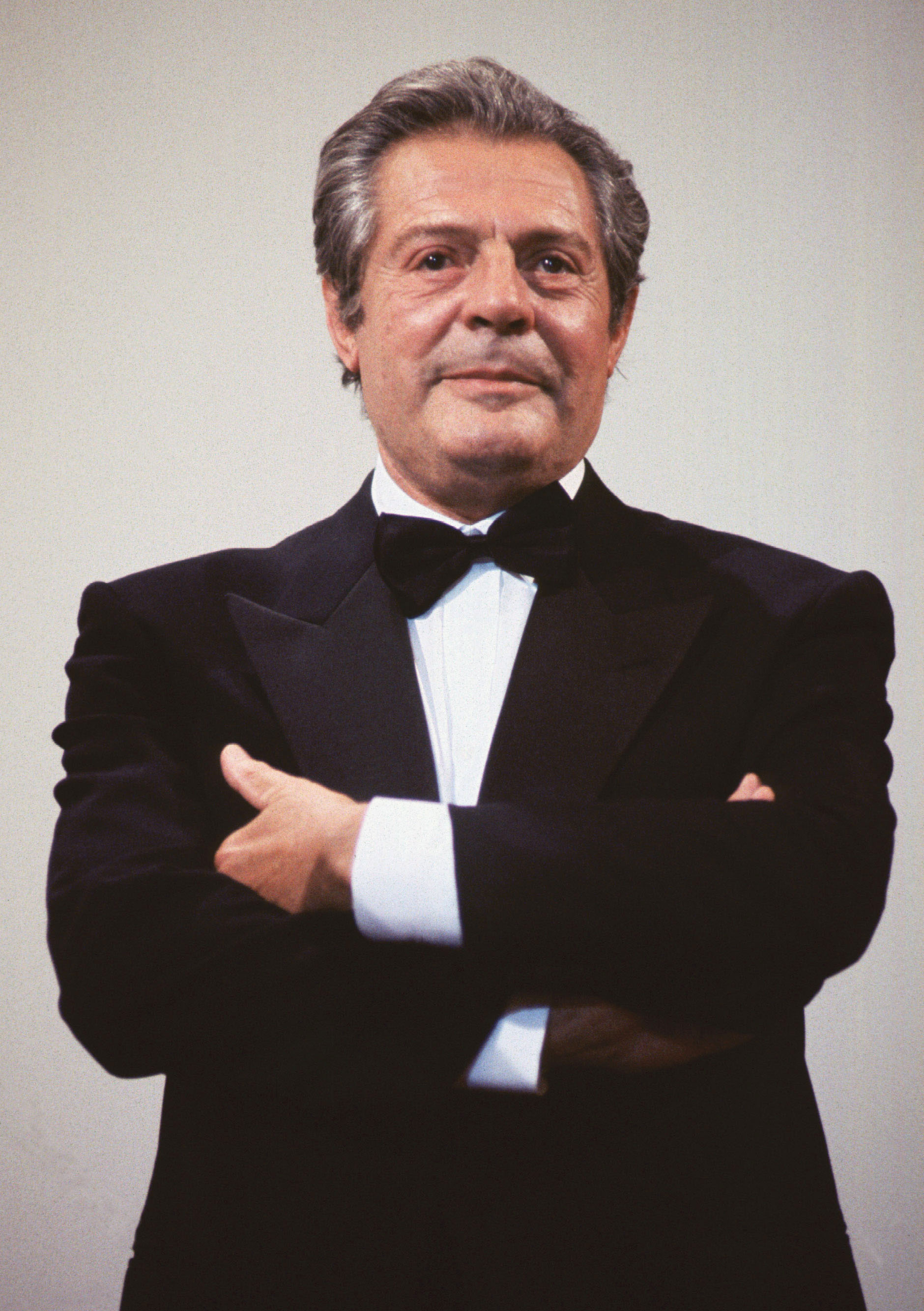
Marcello Mastroianni, actor italian

- 1905: Max Schmeling, pugilist german  (d. 2005)
- 1918: Arnold Stang, actor american (d. 2009)
- 1924: Marcello Mastroianni, actor italian (d. 1996)
- 1925: Seymour Cray, inginer american, fondatorul Cray Computer Company (d. 1996)
- 1931: Valeriu Râpeanu, scriitor și critic literar român (d. 2022)
- 1934: Brigitte Bardot, actriță franceză
- 1939: Ioan Alexandru, jurist român (d. 2023)
- 1941: Edmund Stoiber, politician german
- 1944: Miloš Zeman, politician ceh, prim-ministru (1998-2002) și președinte al Cehiei (2013-2023)
- 1952: Sylvia Kristel, actriță olandeză (d. 2012)
- 1954: Margot Wallström, politician suedez
- 1960: Jennifer Rush, cântăreață americană
- 1963: Luis Arce, politician, președinte al Boliviei din 2020
- 1966: María Canals Barrera, actriță și cântăreață americană
- 1967: Mira Sorvino, actriță americană

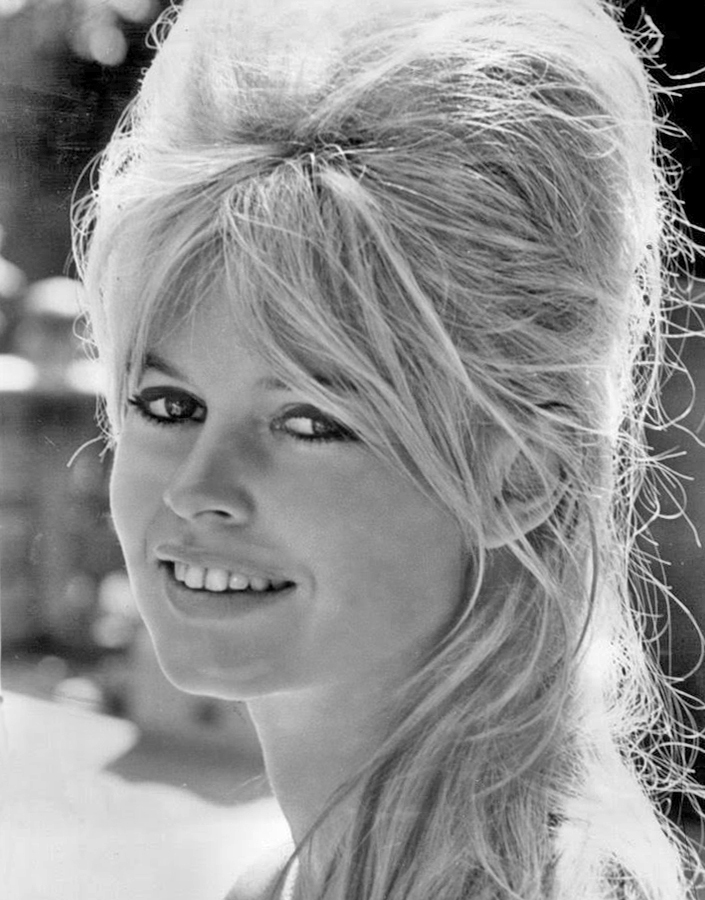
Brigitte Bardot, actriță franceză
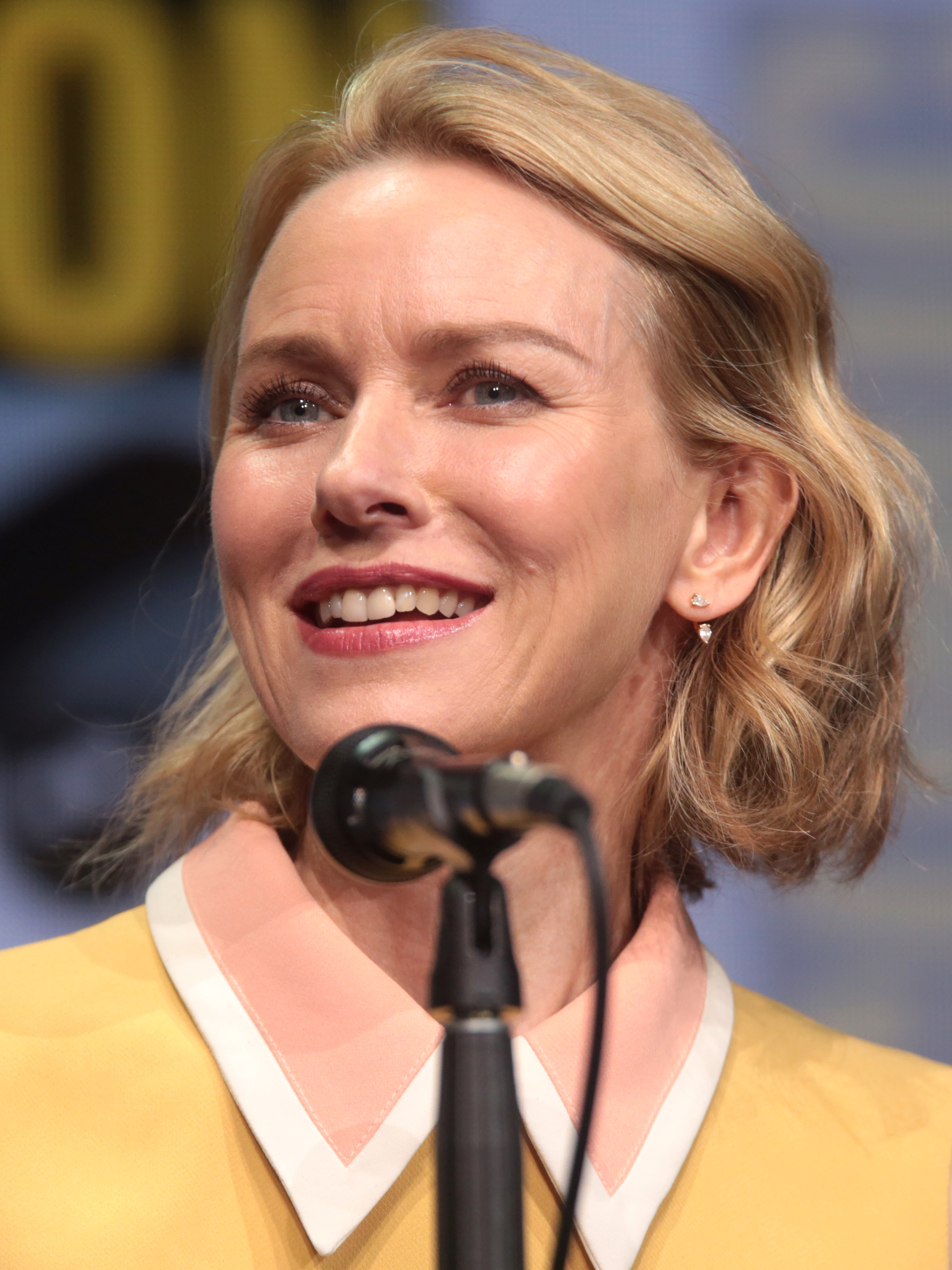
Naomi Watts, actriță britanico-australiană
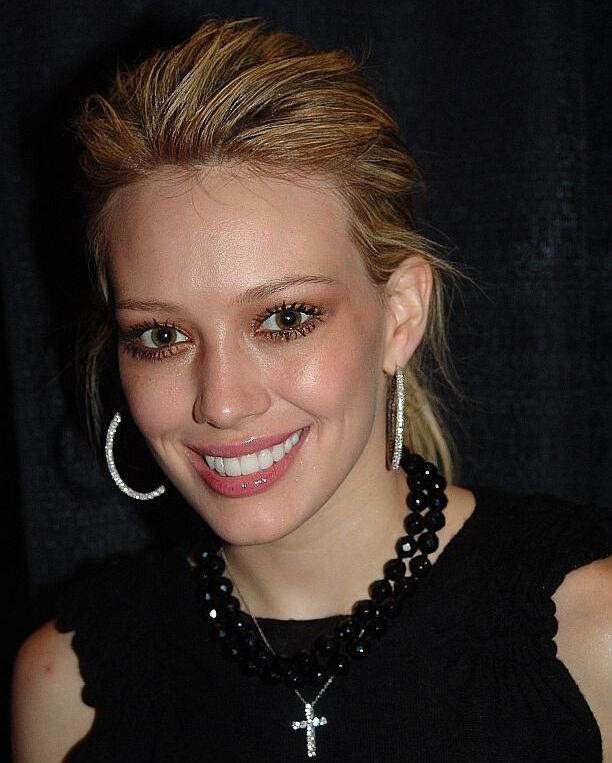
Hilary Duff, actriță, cântăreață americană

- 1968: Naomi Watts, actriță britanico-australiană
- 1969: Anant Kumar, scriitor german de origine indiană
- 1981: Willy Caballero, fotbalist argentinian
- 1986: Andrés Guardado, fotbalist mexican
- 1987: Hilary Duff, actriță și cântăreață americană
- 1988: Marin Čilić, tenismen croat
- 1992: Skye McCole Bartusiak, actriță americană de film și televiziune (d. 2014)

## Decese
- 48 î.Hr.: Pompei, general și consul roman (n. 106 î.Hr.)
- 1197: Henric al VI-lea, Împărat al Sfântului Imperiu Roman (n. 1165)
- 1582: Iancu Sasul, domn al Moldovei
- 1702: Robert Spencer, al II-lea Conte de Sunderland (n. 1641)
- 1851: Wilhelm al Prusiei, fiu al regelui Frederic Wilhelm al II-lea al Prusiei (n. 1783)
- 1876: Costache Negri, poet și politician român (n. 1812)
- 1879: Karl Friedrich Mohr, chimist german (n. 1806)
- 1891: Herman Melville, scriitor american (n. 1819)
- 1891: Ida de Schaumburg-Lippe, Prințesă Reuss de Greiz (n. 1852)

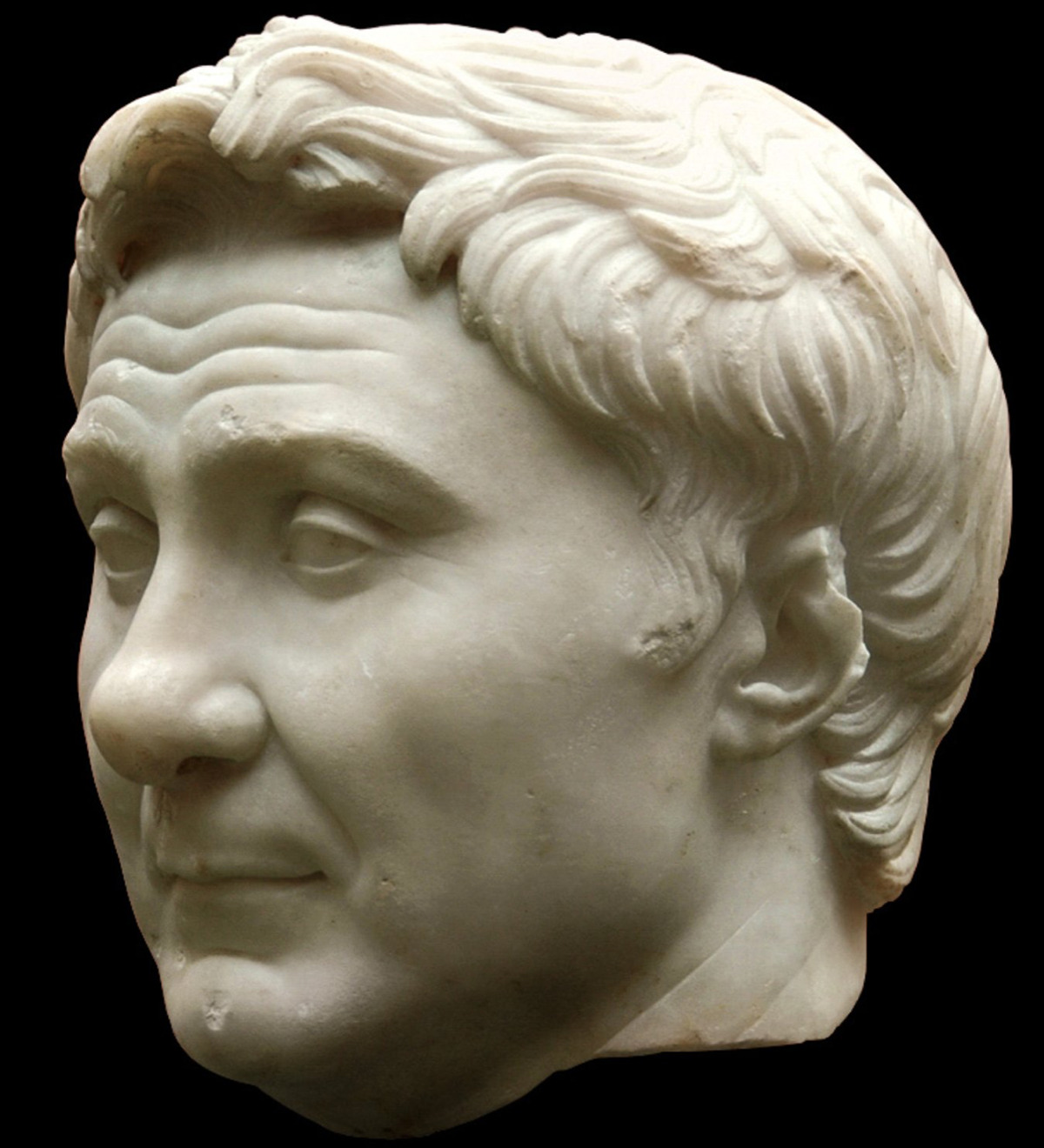
Pompei, general și consul roman
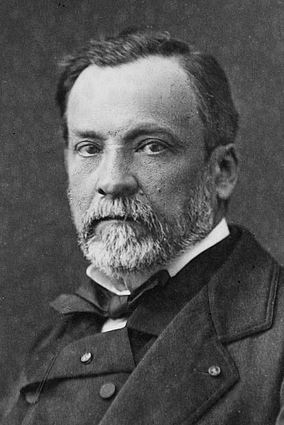
Louis Pasteur, chimist și microbiolog francez
André Breton, poet francez

- 1895: Louis Pasteur, chimist și microbiolog francez (n. 1822)
- 1966: André Breton, poet francez (n. 1896)
- 1907: Frederic I, Mare Duce de Baden (n. 1826)
- 1918: Eduard von Keyserling, scriitor german (n. 1855)
- 1930: Prințul Leopold al Bavariei (n. 1846)
- 1947: Elisabeth von Gutmann, prințesă de Liechtenstein (n. 1875)
- 1953: Edwin Hubble, astronom și cosmolog american (n. 1889)
- 1970: John Roderigo Dos Passos, scriitor american (n. 1896)
- 1970: Gamal Abdel Nasser, al 2-lea președinte al Egiptului (n. 1918)
- 1978: Papa Ioan Paul I (n. 1912)
- 1981: Rómulo Betancourt, politician venezuelean, președinte al Venezuelei între 1945-1948 și 1959-1964 (n. 1908)
- 1981: Aloysius Tăutu, istoric român (n. 1895)
- 1985: André Kertész, fotograf maghiar (n. 1894)

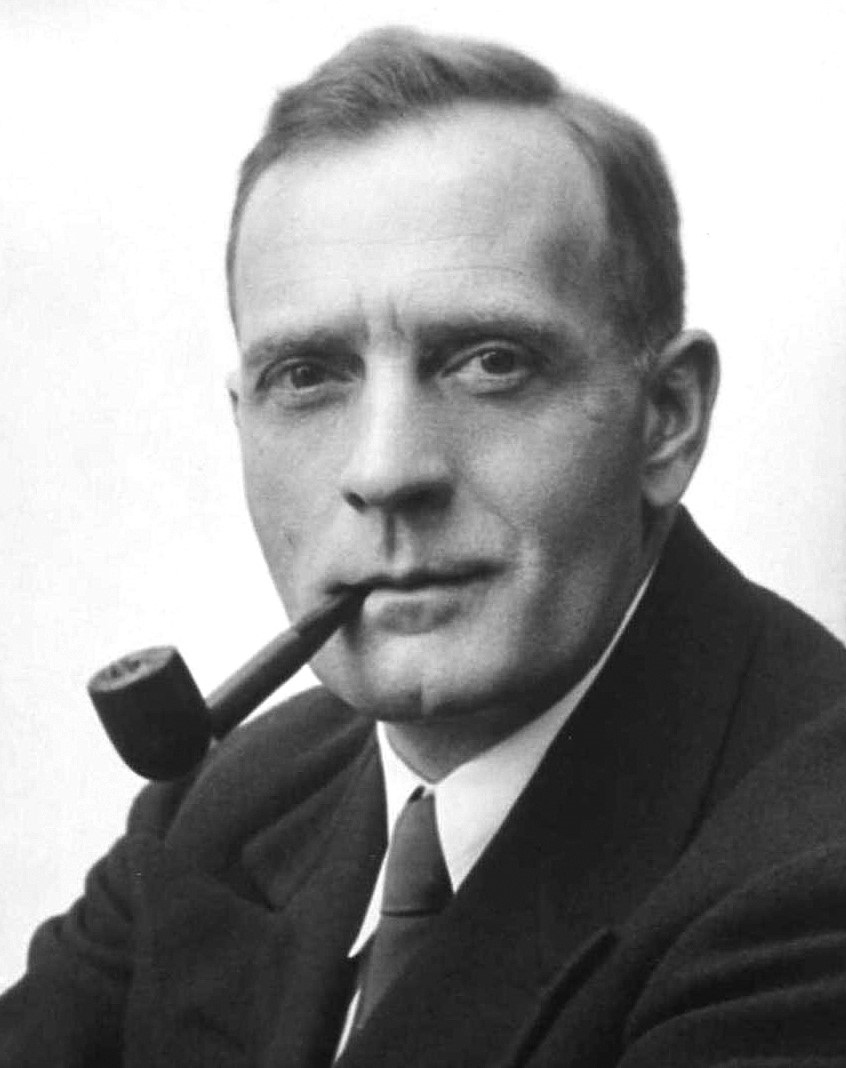
Edwin Hubble, astronom american
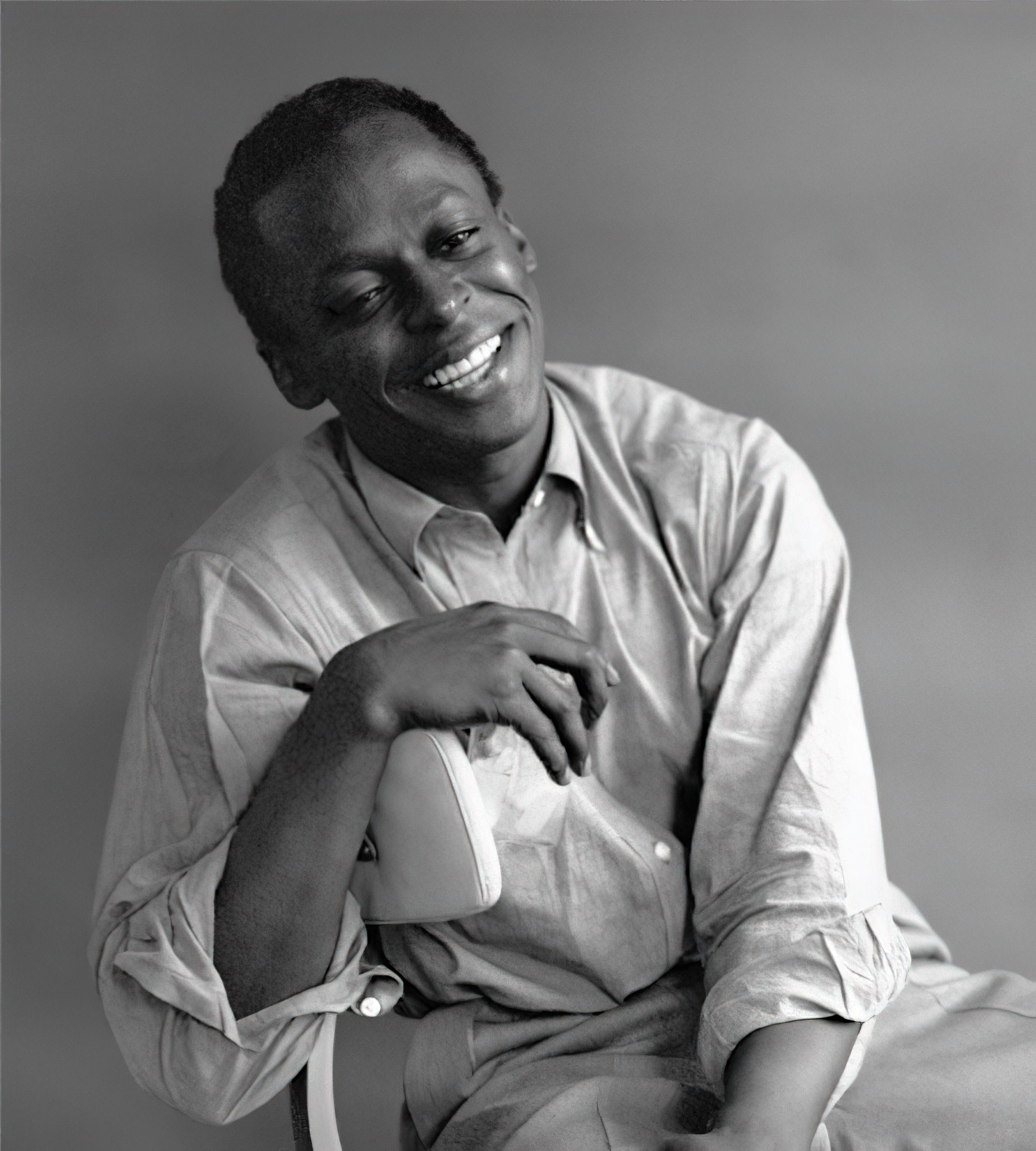
Miles Davis, trompetist american de jazz
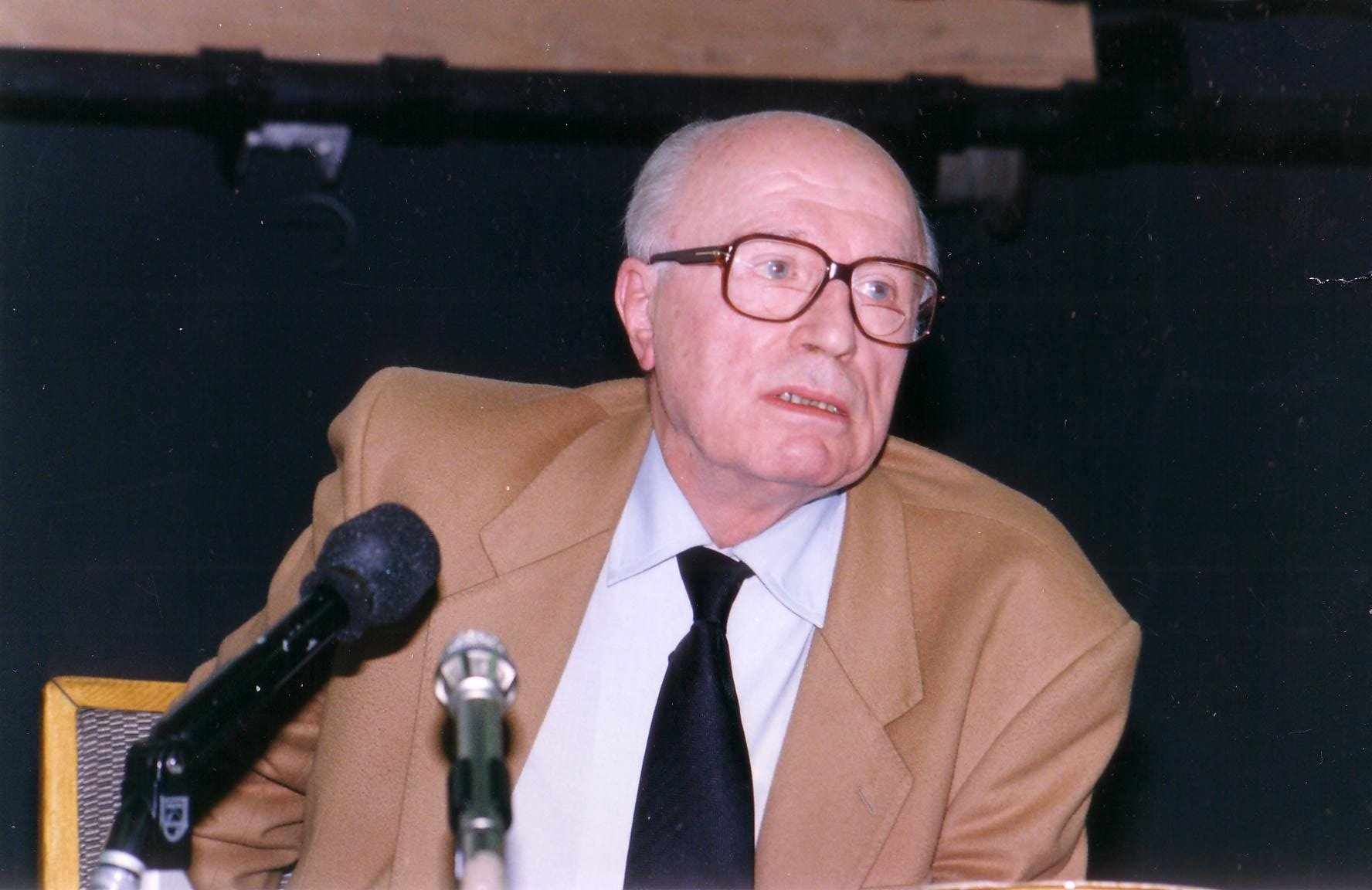
Virgil Ierunca, critic literar, publicist și poet român

- 1991: Miles Davis, trompetist și compozitor american de jazz (n. 1926)
- 1999: Vasile Boghiță, actor român (n. 1932)
- 2003: Elia Kazan, regizor american de origine greacă (n. 1909)
- 2004: Liviu Comes, muzicolog român (n. 1918)
- 2006: Virgil Ierunca, critic literar, publicist și poet român (n. 1920)
- 2007: Savel Stiopul, regizor și scenarist român (n. 1926)
- 2014: Nicolae Corneanu, mitropolit al Banatului (n. 1923)
- 2016: Șimon Peres, fost președinte al Israelului, laureat al Premiului Nobel pentru Pace, (n. 1923)
- 2022: Coolio, rapper, actor și producător muzical american (n. 1963)
- 2023: Michael Gambon, actor anglo-irlandez (n. 1940)
- 2024: Kris Kristofferson, actor american (n. 1936)